# Sabine Muhar
Sabine Muhar (Viena, 1960) es una actriz y profesora universitaria austriaca.

## Biografía

### Formación
Sabine Muhar completó su formación como actriz en el Mozarteum de Salzburgo de 1982 (según otras fuentes en 1983) a 1986. También recibió clases particulares de Ida Krottendorf y Walter Riss en Viena. Estudió canto en privado con Toma Popescu, Julia Eder-Schaefer e Ingrid Olofsson, entre otros. También estudió la elocución y posteriormente asistió a numerosos talleres en tecnología de voz y habla. En 1987 superó el examen de madurez escénica (en Alemania y Austria, la madurez escénica se define como la finalización con éxito de la formación profesional como actor). Más tarde, también realizó cursos de cine y escenas cinematográficas.

### Teatro
A partir de 1990, trabajó como actriz de teatro en varios teatros estatales e independientes de Austria y Alemania. Apareció, entre otros en el Theater der Jugend (Teatro de la Juventud) de Viena, en el Ronacher de Viena (1996, como Luci en Das Spiel vom Lieben Augustin de Ulrich Becher y Peter Preses), en el Stadttheater Klagenfurt (como Isabel de Angulema en El rey Juan de Shakespeare), en el Stadttheater Baden (como Minna von Barnhelm, también como la sirvienta Georgette en La escuela de las mujeres), en el Landestheater Niederösterreich en Sankt Pölten (temporada 1993/94, como Hortense en Die Hofloge de Karl Farkas y Toni Impekoven), en el Wiener Metropol (como Wilma Forst en Sag beim Abschied... ), en la Kleine Komödie Graz, en el Teatro Infantil y Juvenil de Salzburgo, en el Studiotheater de Stuttgart (2002, como Filomena en Pesthauch und Liebeslust tras el Decamerón de Boccaccio, galardonada con el Premio de Teatro de Stuttgart 2002) y en el Teatro Drachengasse de Viena.
En 2005 apareció (junto a Volker Lippmann) como Genia Hofreiter en una producción de la obra de Schnitzler Das weite Land en el emplazamiento original frente a la Villa Hahn en Baden, cerca de Viena.

### Cine y televisión
Muhar también ha trabajado para el cine, en películas y para la televisión. Apareció en varias producciones televisivas, como los telefilmes Zwei unter einem Dach (2001) y Tom und die Biberbande (2001), así como en el largometraje austriaco Twinni (2003). En el largometraje estadounidense La dama de oro (2015), fue contratada como actriz de reparto y profesora de idiomas para las escenas en alemán. También tuvo papeles episódicos en las series austriacas SOKO Donau (2008) y CopStories (2013, como la restauradora de poca monta Rosa Lindner, que regenta un puesto de venta de bocadillos). Tuvo otro papel de episodio en la serie policíaca SOKO Donau en 2014 como la testigo Frau Feiersinger, que alquiló un estudio de artista en Baden, cerca de Viena, a los presuntos autores.

### Actividad docente
Muhar asumió una amplia actividad docente en los ámbitos de la actuación y la técnica del habla. Desde el semestre de invierno de 2006/07, ha desempeñado varios puestos de profesora de oratoria y formación del habla en los departamentos de interpretación, canto y ópera, así como de música en la Musik und Kunst Privatuniversität der Stadt Wien.
Desde 2014 es profesora en la Musik und Kunst Privatuniversität der Stadt Wien, con una cátedra de oratoria. Sus responsabilidades allí han incluido el trabajo básico con estudiantes de arte dramático, el trabajo de roles y la formación para audiciones, la técnica de habla para cantantes de lengua materna no alemana (incluido el trabajo de diálogo con el conjunto de la Ópera de Cluj-Napoca) y la formación para audiciones de idiomas para cantantes.
De 2010 a 2012 también ocupó un puesto de profesora de interpretación para estudiantes de canto en el Instituto para de Teatro Musical de la Universidad de Música y Artes Escénicas de Viena. Además, dirigió talleres de doblaje, impartió cursos de formación sobre el uso económico de la voz para profesores e impartió clases individuales sobre el manejo de la respiración y la voz.

### Vida privada
Sabine Muhar es hija del neumólogo y profesor universitario vienés Franz Muhar (1920-2015, autor del libro Atem und Stimme. Anleitung zum guten Sprechen, La respiración y la voz. Guía para hablar bien), para quien también trabajó como asistente durante muchos años. Muhar vive en el distrito 19 de Döbling, en Viena.

## Filmografía (selección)
- 2001: Zwei unter einem Dach (Fernsehfilm)
- 2001: Tom und die Biberbande (Fernsehfilm)
- 2003: Twinni (Kinofilm)
- 2008: Lunchbreak (Kurzfilm)
- 2008: SOKO Donau: Der zweite Mann (Fernsehserie, eine Folge)
- 2012: Ende der Kindheit (Kurzfilm)
- 2013: CopStories: Liebesg'schichten (Fernsehserie, eine Folge)
- 2014: SOKO Donau: Letzte Vorstellung (Fernsehserie, eine Folge)
- 2015: La dama de oro (Kinofilm)
- 2017: Sora (Kurzfilm)
- 2017: SOKO Kitzbühel: Mord auf Raten (Fernsehserie, eine Folge)
- 2021: Landkrimi – Vier (Fernsehreihe)